# Technopolis
Technopolis (jap. テクノポリス, Tekunoporisu) oder auch Technopolis-Konzept bezeichnet ein japanisches Programm der Errichtung von Technologieparks zur regionalen Wirtschaftsförderung und Ansiedlung von High-Tech-Industrien in strukturschwachen Regionen.

## Historische Entwicklung
Der Plan wurde vom MITI entwickelt und 1983 als Technopolis-Gesetz (テクノポリス法, Tekunoporisu-hō, eigentlich: 高度技術工業集積地域開発促進法, kōdo-gijutsu-kōgyō-shūseiki-chiiki-kaihatsu-sokushin-hō, dt. „Gesetz zur Förderung der regionalen Entwicklung durch Ansammlung von Hochtechnologie und Industrie“) institutionalisiert. Demnach wurden Unternehmen für Investitionen in den geförderten Gebieten vergünstigte Kredite zugänglich gemacht und Steuererleichterungen und günstigere Abschreibungsregelungen gewährt. Zunächst waren 19 Regionen Kandidaten als Förderregionen, später wurden insgesamt 26 ausgewählt, alle mit Anbindung an traditionsreiche Standorte der frühen Edo-Zeit, sog. jōka-machi (Burg-Städte).
1999 wurden die Richtlinien für das Förderprogramm in das Law for facilitating the creation of New Business (新事業創出促進法 shinjigyō-sōshutsu-sokushin-hō) übernommen. Seit 2005 ist dieses abgeschafft und durch den Act for Facilitating New Business Activities of Small and Medium-sized Enterprises (中小企業の新たな事業活動の促進に関する法律, chūshō-kigyō no arata na jigyō katsudō no sokushin ni kan suru hōritsu) ersetzt.

## Ziele und Merkmale
Das Technopolis-Programm hat zum Ziel, strukturschwache Regionen zu revitalisieren und die Abwanderung von Arbeitskräften und Unternehmen in die überbevölkerten Zentren, insbesondere Tokyo, Yokohama und Osaka, zu verringern. Außerhalb dieser Ballungsräume sollen neue, geplante Städte im Binnenland entstehen. Zu den wichtigsten Kennzeichen dieser Standorte zählen:
- Produktionsstätten höchster Entwicklungsstufe der elektronischen oder chemischen Industriebranchen.
- Forschungsstätten, Universitäten, die engstens mit der Wirtschaft kooperieren.
- Wohnkomplexe für höhere Ansprüche (ohne Hochhäuser) für ca. 150.000 Bewohner.
- Enge Verbindung zu einer benachbarten Stadt, die alle Einrichtungen der traditionellen Ballungsräume bietet, beste Verkehrswege zwischen Technopolis und älteren Städten.
- Nähe zu einem Flughafen oder Neuerrichtung für den Personenverkehr und Luftfracht.
- Attraktive Erholungsmöglichkeiten und Freizeiteinrichtungen in einer weitgehend intakten Umwelt, z. B. Golf-, Tennisplätze oder Parkanlagen.

## Technopolis-Standorte
Region Hokkaidō
- Hokkaidō-Zentrum
- Hakodate

Region Tōhoku
- Aomori (Präfektur Aomori)
- Kitakami (Präfektur Iwate)
- Akita (Präfektur Akita)
- Nord-Sendai (Präfektur Miyagi)
- Yamagata (Präfektur Yamagata)
- Koriyama (Präfektur Fukushima)

Region Kantō
- Utsunomiya (Präfektur Tochigi)

Region Chūbu
- Shinanogawa (Präfektur Niigata)
- Toyama (Präfektur Toyama)
- Kōfu (Präfektur Yamanashi)
- Asama (Präfektur Nagano)
- Hamamatsu (Präfektur Shizuoka)

Region Kansai
- West-Harima (Präfektur Hyōgo)

Region Chūgoku
- Kibi-kogen Hochland (Präfektur Okayama)
- Hiroshima (Präfektur Hiroshima)
- Ube (Präfektur Yamaguchi)

Region Shikoku
- Kagawa (Präfektur Kagawa)
- Ehime (Präfektur Ehime)

Region Kyūshū
- Kurume (Präfektur Fukuoka), Tosu (Präfektur Saga)
- Gebiet Nord-Osten (Präfektur Ōita)
- Ōmura-Bucht (Präfektur Nagasaki)
- Kumamoto (Präfektur Kumamoto)
- Miyazaki (Präfektur Miyazaki)
- Gebiet Kokubu-Hayato (Präfektur Kagoshima)

### Einzelne Technopolis
- Aomori Technopolis (japanisch)
- Hakodate Technopolis (japanisch)
- Hamamatsu Technopolis (japanisch)
- Nishi-Harima Technopolis (japanisch)
- Asama Technopolis Region Center (japanisch)
- Kumamoto Technopolis (japanisch)
- Business Incubator im Koriyama Technopolis (japanisch)
- Analyse zu Toyama Technopolis (japanisch)